# Otto Sjögreen
Otto August Sjögreen, född den 28 juli 1834 i Ingatorps socken, Jönköpings län, död den 20 augusti 1906 i Stockholm, var en svensk ämbetsman. Han var son till Christian Magnus August Sjögreen.
Sjögreen blev 1853 student vid Uppsala universitet, där han avlade juridisk preliminärexamen 1856 och kansliexamen 1856. Han blev extra ordinarie kanslist i Civildepartementet 1857, tillförordnad kopist där 1867, tillförordnad kanslist 1870, amanuens 1874 och kanslisekreterare 1878. Sjögreen var kansliråd och byråchef där 1885–1899. Han var kammarskrivare i Bruksegares hypotekskassa 1861–1885 och notarie vid Vetenskapsakademien från 1868. Sjögreen blev riddare av Nordstjärneorden 1887 och kommendör av andra klassen av samma orden 1899.